# Leopoldina Núñez Lacret
Leopoldina Núñez Lacret (Santiago de Cuba, 1 de noviembre de 1918 - La Habana, 2 de agosto de 2001) fue una eminente profesora, compositora y guitarrista cubana.
Fundadora del Taller Musical Infantil en el grupo Teatro Estudio de Raquel Revuelta (1925-2004) y Vicente Revuelta (1929-2012) y autora del libro "Breve tratado de armonía aplicada a la guitarra" y de revolucionarios métodos pedagógicos para la enseñanza de este instrumento.
Fue profesora de notables músicos y artistas cubanos como: 
- Ronald Martin Alonso,
- los hermanos Omar y Amed Barroso,
- Joaquín Clerch,
- Carlos Cobas (de la banda Burbles),
- Enrique Kiki Corona,
- Gema Corredera,
- Pedro Luis Ferrer,
- Juan de Marcos González (de Buena Vista Social Club),
- Sara González,
- Liuba María Hevia,
- Reynier Mariño,
- Andrei Martínez Agras (de la banda Síntesis),
- Pavel Molina Ruiz (de Los Van Van),
- Yolie Morales,
- Víctor Gabriel Navarrete Alce,
- Mike Pourcel,
- José Antonio Quesada,
- Sonia Díaz Salas,
- Beatriz Valdés y
- Marta Valdés.

## Obras
- Canción a lo cotidiano
- Era tarde para amar
- Había rosas
- Tu recuerdo me pregunta si te olvidé
- Qué triste es tu tristeza
- Te perdiste en el mar
- Por estas cosas de la vida